# Бедечин
Бедечин (рум. Bădăcin) — село у повіті Селаж в Румунії. Входить до складу комуни Перічей.
Село розташоване на відстані 401 км на північний захід від Бухареста, 16 км на північний захід від Залеу, 77 км на північний захід від Клуж-Напоки.

## Населення
За даними перепису населення 2002 року у селі проживала 901 особа.
Національний склад населення села:
| Національність | Кількість осіб | Відсоток |
| -------------- | -------------- | -------- |
| румуни         | 819            | 90,9%    |
| цигани         | 63             | 7,0%     |
| угорці         | 17             | 1,9%     |

Рідною мовою назвали:
| Мова      | Кількість осіб | Відсоток |
| --------- | -------------- | -------- |
| румунська | 882            | 97,9%    |
| угорська  | 17             | 1,9%     |